# Li Shuang
Li Shuang, född den 14 juli 1978 i Siping, Kina, är en kinesisk landhockeyspelare.
Hon tog OS-silver i damernas landhockeyturnering i samband med de olympiska landhockeytävlingarna 2008 i Peking.